# Mare Australe (Marte)
Mare Australe  è una caratteristica di albedo della superficie di Marte.